# Lyssomanes janauari
Lyssomanes janauari är en spindelart som beskrevs av Logunov, Marusik 2003. Lyssomanes janauari ingår i släktet Lyssomanes och familjen hoppspindlar. Inga underarter finns listade i Catalogue of Life.